# Dywizja Adama Ponińskiego
 Dywizja Adama Ponińskiego – jedna z formacji zbrojnych okresu powstania kościuszkowskiego.

## Formowanie i struktura dywizji
Dywizja została sformowana we wrześniu 1794 z formacji milicji wspieranej przez pospolite ruszenie, a od sierpnia osłaniającej linię środkowej Wisły i dolnego Wieprza.  We wrześniu wzmocniona przez kilka pododdziałów regularnych pod dowództwem gen. Ponińskiego nadal spełniała to zadanie. Nie doszła w porę pod Maciejowice i wycofała się na Pragę. Tam została zniszczona.
Dywizja nie miała standardowej organizacji. W każdym okresie składała się jednak z trzech rodzajów wojsk: piechoty i strzelców,  kawalerii oraz artylerii. Podział wewnętrzny ograniczał się jedynie do tzw. komed. Występował natomiast podział ugrupowana dywizji:
- marszowy: awangarda, korpus (siły główne) i ariergarda;
- bojowy: pierwsza i druga linia piechoty, prawe i lewe skrzydło (przeważnie jazda) i korpus rezerwowy

## Żołnierze dywizji
Dowódcy dywizji
- gen. Antoni Baranowski
- gen. Adam Poniński